# Albert Füracker
Albert Füracker (ur. 3 lutego 1968 w Parsbergu) – niemiecki polityk i rolnik, działacz Unii Chrześcijańsko-Społecznej (CSU), deputowany do Landtagu Bawarii, minister w rządach Bawarii, w 2018 członek Bundesratu.

## Życiorys
W latach 1985–1988 odbył szkolenie zawodowe w zakresie rolnictwa, po czym w latach 1988–1990 uczęszczał do technikum rolniczego w Triesdorfie, uzyskując tytuł technika rolnictwa. Następnie przejął rodzinne gospodarstwo rolne, które prowadził zawodowo do 2008.
W 1986 wstąpił do Junge Union, a rok później do Unii Chrześcijańsko-Społecznej. W latach 1989–1997 był przewodniczącym struktur powiatowych JU i członkiem jej zarządu krajowego. Od 1990 do 2020 zasiadał w radzie gminy, a od 1990 pozostaje radnym powiatu. W latach 1993–2005 pełnił funkcję zastępcy przewodniczącego struktur powiatowych CSU. Od 1997 do 2001 był zastępcą przewodniczącego JU w Bawarii. W latach 2002–2011 sprawował urząd drugiego burmistrza, a od 2002 do 2014 był zastępcą starosty. Od 2003 do 2009 kierował lokalną organizacją CSU, a w latach 2005–2015 był przewodniczącym struktur powiatowych. W 2008 został wybrany do Landtagu Bawarii. W 2011 wszedł w skład zarządu krajowego CSU. Od 2015 kieruje regionalnymi strukturami partii w Górnym Palatynacie.
W latach 2013–2018 pełnił funkcję sekretarza stanu w Bawarskim Ministerstwie Finansów, Rozwoju Regionalnego i Spraw Ojczyzny. Od 21 marca do 12 listopada 2018 sprawował urząd bawarskiego ministra finansów, rozwoju regionalnego i ds. ojczyzny. Tego samego dnia objął stanowisko bawarskiego ministra finansów i ds. ojczyzny.
Od 22 października 2013 do 17 kwietnia 2018 był zastępczym członkiem Bundesratu, następnie do 27 listopada 2018 – jego pełnoprawnym członkiem. Od tego czasu ponownie zasiada w Bundesracie jako członek zastępczy.